# Alfa-pinen
α- sau alfa-pinenul este un compus organic natural din clasa monoterpenelor biciclice nesaturate și este unul dintre pinenii izomeri. Se găsește în uleiurile multor specii de conifere, în special în cel de pin, dar și în uleiurile esențiale de rozmarin (Rosmarinus officinalis) și Satureja myrtifolia.